# 오쓰키 가오루
오쓰키 가오루(일본어: 大月 薰, 1888년 8월 6일 ~ 1970년 12월 21일)는 중화민국 초대 대통령을 지낸 쑨원의 3번째 측실이다.

## 생애

### 일생
일본 가나가와현 요코하마에서 출생한 그녀는 일본(日本) 여성이었지만 한때 1893년에서 1895년까지 일가족을 따라 2년간 청나라 산둥성 칭다오에서 잠시 유년기를 보낸 적이 있었기에 중국어(中國語)에도 능통하였다. 10세 때였던 1898년 당시 요코하마에 중국인 망명객으로서 머물러 있던 중국 청나라의 제정 타도 혁명운동가 쑨원(孫文)과 처음 만났고 그의 2번째 측실이자 일본인이었던 아사다 하루(淺田 春)와도 같은 일본인 여성이자 개신교 신자의 입장으로서 가까이 지냈으며 아사다 하루가 1902년 콜레라에 걸려 향년 20세로 요절한 그 이듬해 1903년에는 쑨원의 3번째 측실(側室)이 되었고 3년 후 1906년에는 쑨원과의 사이에서 딸을 낳았으나 그 해에 쑨원으로부터 딸과 함께 퇴출되었다. 그 후에는 모두 일본(日本) 출신 남성과 2번을 연이어 정식으로 결혼(1번째 남편과 결혼했으나 나중에 이혼, 2번째 남편과 결혼 후 일생 동안 결혼 생활 유지.)하였다. 2번째 남편과의 사이에서는 아들 하나를 낳았다.

### 사망
1970년 12월 21일을 기하여 일본 도쿄에서 향년 82세로 별세하였다.

### 사후
쑨원과 사이에서 1906년에 얻은 그녀의 딸 미야가와 후미코(宮川 富美子)는 1927년 일본 남성과 결혼하여 그와의 사이에서 2남을 두었으며 이후 1951년에 남편과 아들 둘을 비롯한 일가족을 데리고 자유중화민국 타이완 타이베이로 이주하였다.